# Франсіско Хав'єр Крус
Франсіско Хав'єр Крус (ісп. Francisco Javier Cruz, нар. 24 березня 1966, Седраль) — мексиканський футболіст, що грав на позиції нападника, зокрема за «Монтеррей», а також національну збірну Мексики, у складі якої — учасник чемпіонату світу 1986 року.

## Клубна кар'єра
У дорослому футболі дебютував 1983 року виступами за команду «Монтеррей», в якій провів п'ять сезонів, взявши участь у 117 матчах чемпіонату і відзначившись 37 голами. 1986 року з 14-ма забитими голами розділив із Серхіо Лірою титул найкращого бомбардира мексиканської першості, допомігши своїй команді здобути титул чемпіонів Мексики того сезону.
1988 року перебрався до Іспанії, де протягом сезону захищав кольори команди «Логроньєс». Зумівши відзначитися лише одним голом у 23 іграх за іспанську команду, наступного року ще на три сезони повернувся до «Монтеррея».
Згодом протягом 1992–1995 років грав за «УАНЛ Тигрес» та «Атланте», а завершував ігрову кар'єру в рідному «Монтерреї», за який провів декілька ігор у сезоні 1998/99.

## Виступи за збірні
1985 року залучався до складу молодіжної збірної Мексики. Був учасником тогорічного молодіжного чемпіонату світу в СРСР, де мексиканська молодь припинила боротьбу на стадії чвертьфіналів.
Наступного року дебютував за національну збірну Мексики і був у її складі учасником домашнього для мексиканців чемпіонату світу 1986, де вони вибули з боротьби також на етапі чвертьфіналів. На домашньому мундіалі виходив на заміну у чотирьох з п'яти ігор своєї команди.
Загалом протягом кар'єри у національній команді, яка тривала 8 років, провів у її формі 18 матчів, забивши 2 голи.

## Титули і досягнення

### Командні
- Чемпіон Мексики (1):

«Монтеррей»: 1986
- Володар Кубка Мексики (1):

«Монтеррей»: 1991/92

### Особисті
- Найкращий бомбардир чемпіонату Мексики (1):

1986 (14 голів)